# Bassin arrière-arc

Section transversale d'un arc volcanique.

Un bassin arrière-arc, appelé aussi bassin d'arrière-arc est bassin sédimentaire qui se met en place au sein de la plaque chevauchante d'une zone de subduction, constituant un domaine en subsidence situé à l'arrière de l'arc volcanique
magmatique (ce qui le différencie du bassin d'avant-arc (en)).
Il est l'expression et parfois l'ouverture d'un espace océanique en arrière et parallèlement à cet arc insulaire, provoqué par la convergence de deux plaques lithosphériques. 
Son évolution peut aller jusqu'à l'apparition de lithosphère océanique, entourée de marges passives se remplissant de sédiments. Dans ce cas, les géologues parlent de mers marginales.